# Timo Schmelzer
Timo Schmelzer (* 11. Juli 2003) ist ein österreichischer Fußballspieler.

## Karriere
Schmelzer begann seine Karriere beim SV Gols. Zur Saison 2017/18 wechselte er in die AKA Burgenland. Ab der Saison 2018/19 kam er zudem für die erste Mannschaft seines Stammklubs Gols zum Einsatz. Für diese absolvierte er in seiner ersten Saison sechs Partien in der sechstklassigen 1. Klasse. Im Februar 2020 wechselte er zu den Amateuren der SV Mattersburg. Für diese kam er allerdings aufgrund des COVID-bedingten Saisonabbruchs nie zum Einsatz, nach der Saison 2019/20 stellte Mattersburg den Spielbetrieb ein.
Daraufhin wurde er zur Saison 2020/21 wieder von Gols gemeldet und spielte erneut für deren Kampfmannschaft sowie in der Burgenländer Akademie. Im Jänner 2021 wechselte Schmelzer zur zweitklassigen Zweitmannschaft des FK Austria Wien. Für diese kam er bis zum Ende der Saison 2020/21 allerdings noch nicht zum Einsatz, zunächst spielte er noch in der Akademie der Wiener. Im Oktober 2021 debütierte er schließlich in der 2. Liga, als er am elften Spieltag der Saison 2021/22 gegen den FC Blau-Weiß Linz in der Nachspielzeit für Dario Kreiker eingewechselt wurde. Insgesamt kam er für die Violets zu 34 Zweitligaeinsätzen, ehe er mit dem Team 2023 aus der 2. Liga abstieg. Daraufhin wurde er zur Saison 2023/24 auf Kooperationsbasis an den Zweitligisten SV Stripfing verliehen. In eineinhalb Jahren in Stripfing kam er zu 26 Zweitligaeinsätzen.
Im Jänner 2025 wechselte Schmelzer zum viertklassigen SC-ESV Parndorf 1919.